# Urlaub

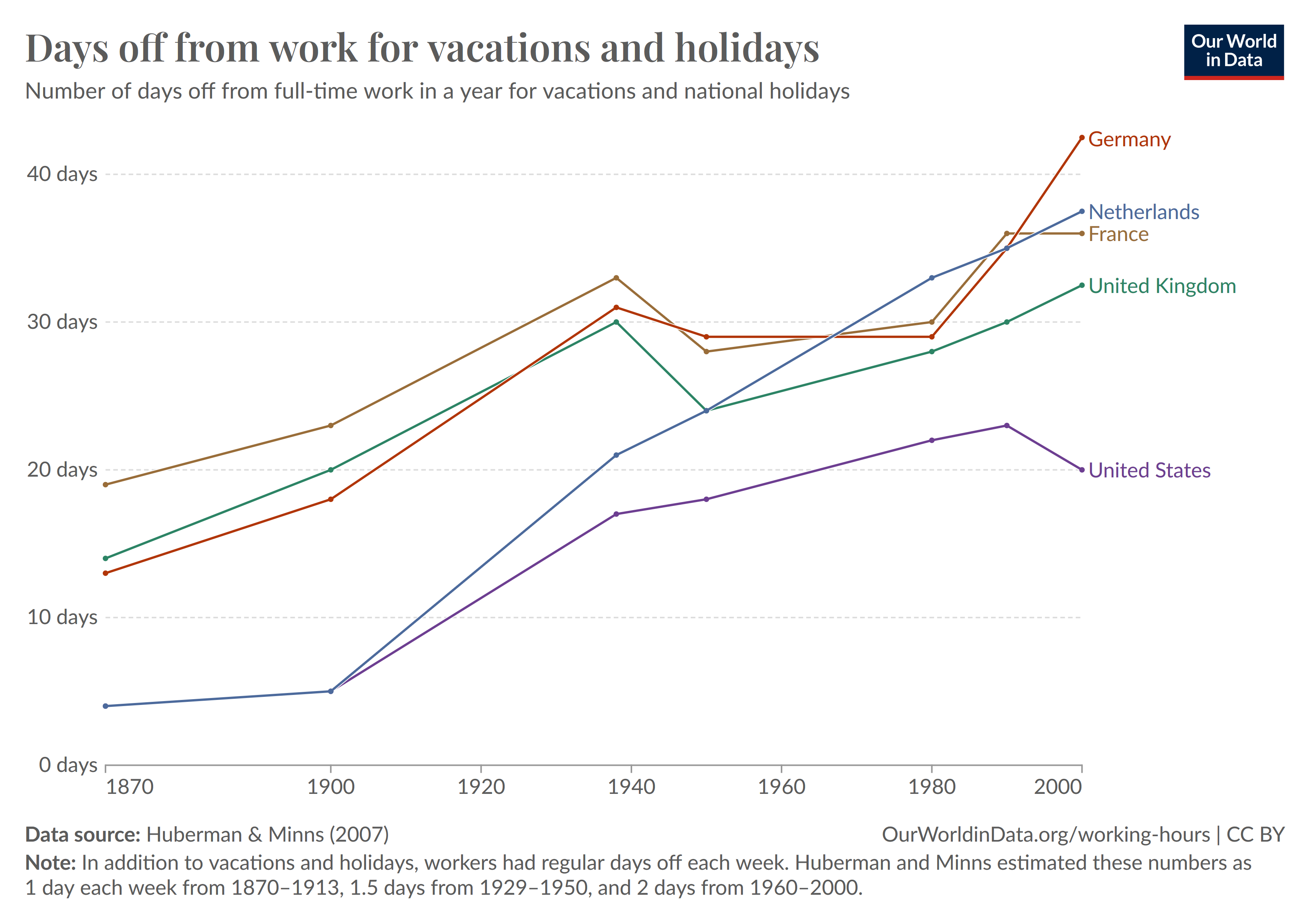
Durchschnittliche Anzahl von Urlaubs- und Feiertagen in verschiedenen Ländern

Urlaub ist die Zeit, in der eine arbeitsfähige Person von der Arbeit freigestellt ist. In Deutschland und Österreich wird unter Urlaub in der Regel der Erholungsurlaub verstanden (Schweiz: Ferien), in der Schweiz umgekehrt nur andere Urlaubsarten als Ferien.

## Etymologie
Das Wort „urloub“ stand im Mittelhochdeutschen für „die Erlaubnis, wegzugehen“. Daraus entwickelte sich „die Erlaubnis, für eine Zeit lang sich vom Amte, aus dem Dienste zu entfernen“. Im Frühneuhochdeutschen bedeutete „urlauben“ eher „entlassen, entfernen aus dem Dienst“. In den Nürnberger Ratserlässen des 16. Jahrhunderts werden beispielsweise Türmer, Torwächter, Stadtknechte usw. für dienstliches Fehlverhalten „mit straf des urlaubens“ bedroht, woraus heute die Beurlaubung entstanden ist.

## Geschichte
Sprachgeschichtlich geht der Begriff Urlaub auf das alt- und mittelhochdeutsche Substantiv urloup zurück, das zunächst ganz allgemein „Erlaubnis“ bedeutete. In der höfischen Sprache der mittelhochdeutschen Zeit bezeichnete es dann die Erlaubnis wegzugehen, die ein Höherstehender oder eine Dame dem Ritter erteilen konnte. So baten im Hochmittelalter Ritter ihren Lehnsherren um urloub, also um „Urlaub“.
In alten Liebesliedern kommt das Wort Urlaub auch in der Bedeutung vor, dass eine Beziehung (z. B. durch die Walz von Handwerksgesellen) eine Zeitlang „stillgelegt“ wird. Eine weitere Überlieferung ist, wenn die Ernte (aus der Land- oder Weinwirtschaft) eingebracht war, konnten die Knechte und Mägde zum Altbauern, dem „Ur“ gehen und um Er„laub“nis fragen. Gab dieser die Erlaubnis, wurde auch oft zugleich ein „Trinkgeld“ zur Vergnügung mit ausbezahlt.
Später wandelte sich die Bedeutung: Urlaub wurde als „offizielle vorübergehende Freistellung von einem Dienstverhältnis“ verstanden, allgemeiner dann als „dienst- oder arbeitsfreie Tage, die der Erholung dienen“.
Zum ersten Mal taucht der Begriff – offenbar ganz geläufig im Sprachgebrauch – in Publikationen des späten 17. Jahrhunderts auf. Ein sehr früher Eintrag findet sich in den Monatlichen Unterredungen einiger guter Freunde von allerhand Büchern und andern annehmlichen Geschichten vom Juni 1691. Am Ende eines literarischen Artikels schreibt der Autor: „Ehe wir aber den Leser völlig Urlaub geben / wollen wir noch von zweyen herrlichen Griechischen Scribenten / die man in Leipzig wieder neu aufflegen wird / etwas melden …“
Die Anfänge des bezahlten Jahresurlaubs liegen im Deutschen Kaiserreich. Im 18. Jahrhundert taucht der Urlaub vor allem im Zusammenhang mit dem Militär auf: „Nach dem Feldzuge gieng er mit Urlaub nach Wien …“ Der „Graf von Mailly, der in der Schlacht bey Roßbach gefangen worden und auf Parole Urlaub bekommen, nach Paris zu reisen“.
In der Schweiz hingegen wird der Erholungsurlaub ausschließlich als Ferien (vom lateinischen feriae für Festtage) bezeichnet, so in Art. 329a OR.

## Allgemeines

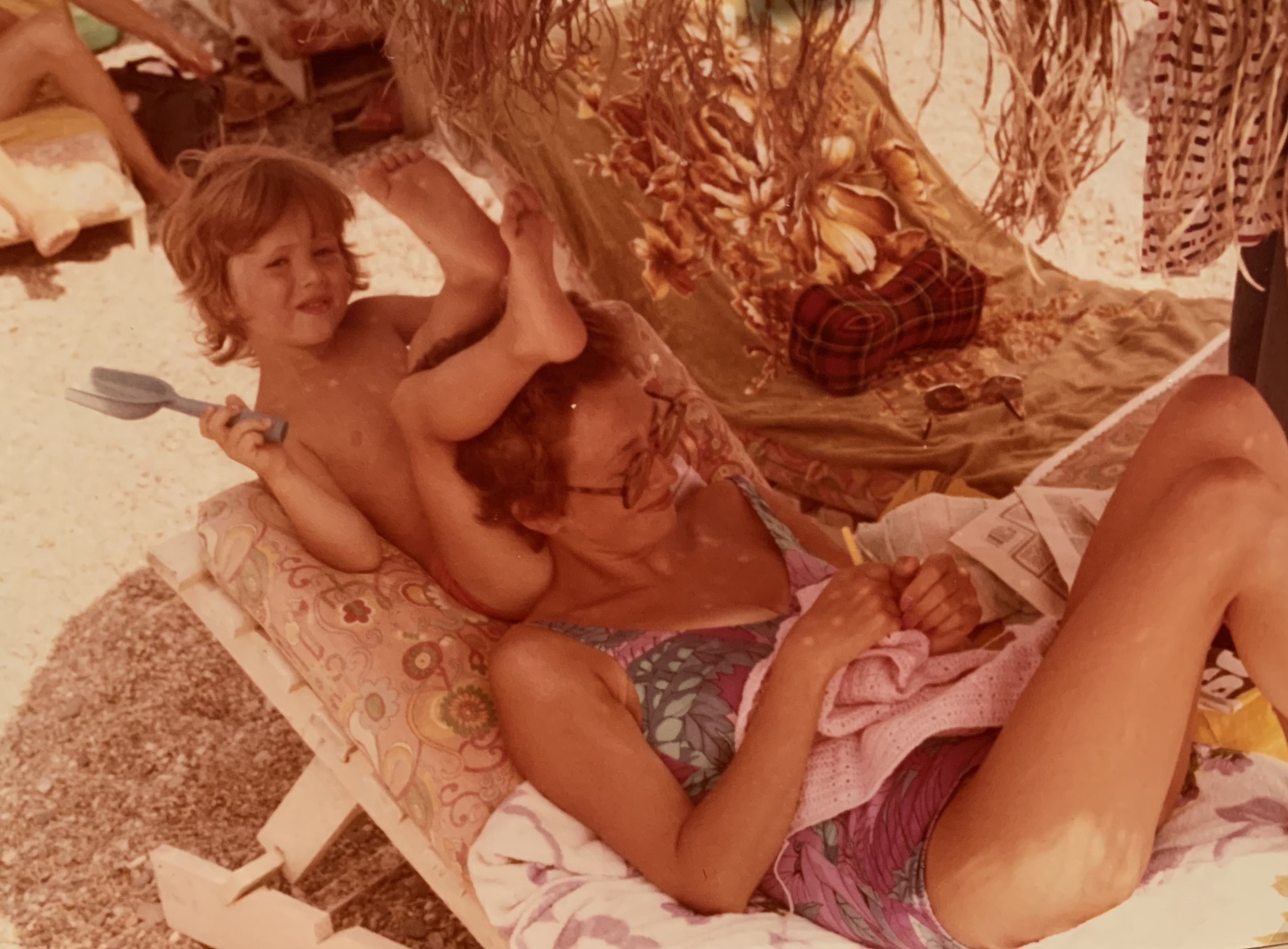
Erholungsurlaub von Mutter und Sohn in Spanien

Umgangssprachlich ist, wenn von Urlaub gesprochen wird, in Deutschland und in Österreich häufig der Erholungsurlaub gemeint, in der Schweiz hingegen umgekehrt ziemlich alle Urlaubsarten ausser dem Erholungsurlaub (der als Ferien bezeichnet wird).
Der Erholungsurlaub ist eine Art von Urlaub. Welche Art Urlaub gemeint ist, hängt von seiner Zweckbindung ab. Beim Erholungsurlaub steht die Erholung und Rekonvaleszenz des Arbeitnehmers, beim Erziehungsurlaub die Erziehung und Betreuung eigener oder fremder Kinder im Vordergrund. Der Urlaub stellt die Arbeitskräfte temporär von ihrer Arbeitspflicht frei. Zu den Arbeitskräften gehören Arbeitnehmer, Beamte, Richter, Soldaten oder auch Selbständige.
Die sprachliche Trennung zwischen Urlaub (Schweizer Hochdeutsch Urlaub, englisch vacation, französisch vacances reposantes, niederländisch vakantie) und Erholungsurlaub (Schweizer Hochdeutsch Ferien, englisch annual leave, französisch vacances, niederländisch ontspannende vakantie) kommt in vielen Sprachgemeinschaften oder Länder zum Ausdruck, wobei Feiertage nicht mitzählen; in anderen, so in Deutschland, fehlt diese Trennung.

## Arten
Es gibt folgende Urlaubsarten (Länderspezifische Arten siehe weiter unten):
| Urlaubsart                                          | Definition |
| --------------------------------------------------- | --- |
| Bildungsurlaub                                      | dient der beruflichen Fortbildung des Arbeitnehmers |
| Elternzeit, Mutterschaftsurlaub, Vaterschaftsurlaub | ist ein Zeitraum unbezahlter Freistellung von der Arbeit nach der Geburt eines Kindes                                                                                              |
| Erholungsurlaub (D, A) Ferien (CH)                  | dient der Erholung und der Rekonvaleszenz der Arbeitskraft. |
| Unbezahlter Urlaub                                  | beruht auf einer freiwilligen Vereinbarung zwischen Arbeitgeber und Arbeitnehmer und lässt die Hauptpflichten aus dem Arbeitsverhältnis (Arbeitspflicht und Arbeitsentgelt) ruhen. |

Eine Sonderform von Urlaub heißt Sabbatical. Vor allem Lehrer und andere Beamte nutzen diese Möglichkeit, bei einem Einkommen von z. B. 80 % des ursprünglichen Monatsgehaltes nach vier Jahren ein „Urlaubsjahr“ einzulegen.

## Beurlaubung
Die Beurlaubung ist in der Privatwirtschaft die dauerhafte Freistellung eines Arbeitnehmers von seiner Arbeitspflicht, die meist im Zusammenhang mit der Beendigung des Arbeitsverhältnisses steht. Im Beamtenrecht ist die Beurlaubung die Freistellung vom Dienst ohne Besoldung etwa zur Betreuung minderjähriger Kinder oder Pflege pflegebedürftiger naher Angehöriger. Vorausgesetzt wird, dass ein wichtiger Grund vorliegt und dienstliche Belange nicht entgegenstehen. Während der Beurlaubung darf ein anderes Arbeitsverhältnis aufgenommen werden.

## International

### Deutschland
Wichtigste Rechtsgrundlage ist das Bundesurlaubsgesetz (BUrlG), das den Erholungsurlaub regelt. Von den gesetzlichen Regelungen darf im Tarifvertrag, in der Betriebsvereinbarung oder im Arbeitsvertrag abgewichen werden, doch dürfen dabei die Mindestregelungen nicht unterschritten werden (Günstigkeitsprinzip). Bei Großunternehmen können aus Gründen der  Betriebsorganisation auch Betriebsferien angeordnet werden, so dass ein großer Teil der Arbeitnehmer zur selben Zeit Erholungsurlaub nehmen muss.

### Österreich
In Österreich beträgt der Urlaub nach einer Dienstzeit von weniger als 25 Jahren 30 Werktage und erhöht sich nach Vollendung des 25. Jahres auf 36 Werktage (§ 2 UrlG), wobei auf die Erfordernisse des Arbeitgebers und die Erholungsmöglichkeiten des Arbeitnehmers Rücksicht zu nehmen ist (§ 4 UrlG). Spezialvorschriften sind § 15 ff. HausbesorgerG und § 45 ff. Bauarbeiter-UrlaubsG.

### Schweiz
In der Schweiz wird anstatt von Urlaub von „Ferien“ gesprochen. Die Schweizer fahren nicht in den Urlaub, sondern gehen in die Ferien. Das Wort „Urlaub“ wird in der Schweiz verwendet für die Abwesenheit von dienstlicher Tätigkeit (Militärdienst, Polizei, Feuerwehr usw.), wobei die Beurlaubten meist auch im Urlaub den Regeln, bzw. dem Recht des betreffenden Dienstes unterstehen.
Nach Art. 329a OR hat der Arbeitgeber dem Arbeitnehmer jedes Dienstjahr wenigstens vier Wochen, dem Arbeitnehmer bis zum vollendeten 20. Altersjahr wenigstens fünf Wochen Ferien zu gewähren. Art. 329c OR schreibt vor, dass wenigstens zwei Ferienwochen zusammenhängend genommen werden müssen. Die Entgeltfortzahlung ist in Art. 329d OR gesichert. Der Mutterschaftsurlaub ergibt sich aus Art. 329f OR, der Betreuungsurlaub ist in Art. 329h ff. OR geregelt.

### Europäische Union
In der Europäischen Union haben nach Art. 31 Abs. 2 Charta der Grundrechte der Europäischen Union Arbeitnehmer unter anderem das Recht auf bezahlten Jahresurlaub.
Der EuGH (EuGH) entschied im November 2018, dass Arbeitnehmer den ihnen nach Unionsrecht zustehenden Urlaub (also den gesetzlichen Mindesturlaub) nicht automatisch verlieren, wenn sie zuvor keinen Urlaubsantrag gestellt haben. Urlaubsansprüche sollen nach Auffassung des EuGH nur dann automatisch verfallen, wenn der Arbeitnehmer tatsächlich in der Lage war, seinen bezahlten Jahresurlaub zu nehmen. Dies sei nur dann anzunehmen, wenn der Arbeitgeber den Arbeitnehmer erforderlichenfalls sogar dazu auffordert, den Urlaub zu nehmen und ihm mitteilt, dass der nicht genommene Urlaub am Ende des zulässigen Übertragungszeitraums oder am Ende des Arbeitsverhältnisses verfallen wird.

## Wirtschaftliche Aspekte
Der Erholungsurlaub gilt gemeinhin als „schönste Zeit des Jahres“ und ist als unentziehbare gesetzlich bedingte soziale Mindestleistung des Arbeitgebers zur Erhaltung und Wiederauffrischung der Arbeitskraft des bei ihm beschäftigten Arbeitnehmers aufzufassen. Aus Sicht der Arbeitspsychologie dient Urlaub – bestehend aus Entgeltfortzahlung und Freistellung von der Arbeit – zur Rekonvaleszenz und Stärkung der Arbeitsmotivation, zum Abbau von Stress und der Selbstentfaltung der Arbeitskraft. Urlaub kann das während der Arbeitszeit angesammelte Arbeitsleid und die empfundene  Arbeitsschwere mildern, so dass die Arbeitszufriedenheit zurückgewonnen werden kann.
Da an freien Tagen (Urlaub, Sonn- und Feiertage) nicht gearbeitet wird, wirkt sich volkswirtschaftlich eine hieraus resultierende verringerte Produktion – ceteris paribus – negativ auf das Bruttoinlandsprodukt aus und bremst das Wirtschaftswachstum. Das gilt auch für Verkürzungen der Arbeitszeit. Bereits die Einführung eines neuen Feiertages kann zur Verringerung des Wirtschaftswachstums beitragen. Urlaub wirkt sich insofern negativ bei der Kalenderbereinigung aus. Es ist fraglich, ob technischer Fortschritt und Rationalisierung dem dauerhaft ausgleichend entgegenwirken können.

## Abgrenzung
Als Ferien hingegen werden (außerhalb der Schweiz) Zeiträume bezeichnet, in denen eine Institution vollständig schließt (Schulferien, Betriebsferien, Semesterferien usw.).